# آگوتی آمریکای مرکزی
آگوتی آمریکای مرکزی (نام علمی: Dasyprocta punctata) نام یک گونه از سرده آگوتی است.